# Чатсворт (Джорджія)
Чатсворт (англ. Chatsworth) — місто (англ. city) в США, в окрузі Маррей штату Джорджія. Населення — 4874 особи (2020).

## Географія
Чатсворт розташований за координатами 34°46′52″ пн. ш. 84°46′56″ зх. д. / 34.78111° пн. ш. 84.78222° зх. д. (34.781070, -84.782287).  За даними Бюро перепису населення США в 2010 році місто мало площу 13,79 км², з яких 13,77 км² — суходіл та 0,02 км² — водойми.

## Демографія
Згідно з переписом 2010 року, у місті мешкало 4299 осіб у 1587 домогосподарствах у складі 1071 родини. Густота населення становила 312 особи/км².  Було 1803 помешкання (131/км²).
Расовий склад населення:
| - 84,6 % — білих - 1,0 % — чорних або афроамериканців - 0,6 % — азіатів - 0,5 % — корінних американців - 0,1 % — вихідців з тихоокеанських островів - 11,0 % — осіб інших рас |

До двох чи більше рас належало 2,2 %. Частка іспаномовних становила 19,2 % від усіх жителів.
За віковим діапазоном населення розподілялося таким чином: 25,1 % — особи молодші 18 років, 58,8 % — особи у віці 18—64 років, 16,1 % — особи у віці 65 років та старші. Медіана віку мешканця становила 38,0 року. На 100 осіб жіночої статі у місті припадало 88,6 чоловіків;  на 100 жінок у віці від 18 років та старших — 81,7 чоловіків також старших 18 років.
Середній дохід на одне домашнє господарство  становив 46 134 долари США (медіана — 39 213), а середній дохід на одну сім'ю — 61 104 долари (медіана — 59 055). Медіана доходів становила 40 732 долари для чоловіків та 31 667 доларів для жінок. За межею бідності перебувало 11,9 % осіб, у тому числі 14,2 % дітей у віці до 18 років та 11,5 % осіб у віці 65 років та старших.
Цивільне працевлаштоване населення становило 1737 осіб. Основні галузі зайнятості: виробництво — 34,0 %, освіта, охорона здоров'я та соціальна допомога — 17,8 %, роздрібна торгівля — 14,9 %, мистецтво, розваги та відпочинок — 12,5 %.